# Weezer − Video Capture Device: Treasures from the Vault 1991-2002
Video Capture Device (títol complet, Weezer − Video Capture Device: Treasures from the Vault 1991-2002) és un DVD publicat per la banda estatunidenca de rock Weezer. Conté material fotogràfic i audiovisual de diversos concerts durant la trajectòria del grup, des de l'inici fins a l'any 2002. També hi ha inclosos tots els videoclips llançats des de The Blue Album a Maladroit, diverses entrevistes, material extret de les sessions de gravació a l'estudi, imatges dalt de l'escenari i imatges entre bastidors. El DVD va debutar directe al número u de la llista estatunidenca de videoclips i es van vendre gairebé 80.000 unitats a final de l'any 2005, de forma que va ser certificat com a DVD d'or.
En alguns capítols es poden sentir esbossos de les cançons "Superfriend", llançada posteriorment en l'àlbum en solitari de Cuomo, Alone: The Home Recordings of Rivers Cuomo, o "No Way" i "No More Confusin'" que encara no han estat llançades. Algunes escenes tallades i material addicional continua disponible en el web oficial del grup gratuïtament. En l'edició nord-americana hi ha un ou de pasqua amagat en la secció de "TV Promos".